# Bahnhof Günzburg
Der Bahnhof Günzburg ist ein wichtiger Bahnknotenpunkt in Schwaben und der einzige Bahnhof der Großen Kreisstadt Günzburg. Daneben gibt es den Haltepunkt Wasserburg (Günz) an der Mittelschwabenbahn.
Der Bahnhof besitzt sechs Bahnsteige. Er wird täglich von circa 130 Zügen der Deutschen Bahn, der Agilis und von Arverio bedient. Im Bahnhof Günzburg zweigt die Mittelschwabenbahn von der Bahnstrecke Augsburg–Ulm ab, es handelt sich somit um einen Trennungsbahnhof.

## Lage
Der Bahnhof befindet sich nordwestlich der Stadtmitte Günzburgs. Im Süden des Bahnhofes befindet sich der Bahnhofplatz, durch den die Siemensstraße verläuft. Im Westen unterquert der Auweg die Gleisanlagen durch eine Unterführung, nördlich des Bahnhofs verläuft der Wiesweg. Das Empfangsgebäude liegt südlich der Gleise und hat die Adresse Bahnhofplatz 5.
Der Trennungsbahnhof liegt an der zweigleisigen und elektrifizierten Hauptbahn von Augsburg nach Ulm (VzG-Streckennummer 5302). Diese ist als Hauptverkehrsachse im nationalen und internationalen Personenfernverkehr und Güterverkehr für bis zu 200 km/h ausgebaut.
Die in Günzburg abzweigende Mittelschwabenbahn über Krumbach nach Mindelheim (VzG-Streckennummer 5351) ist eine eingleisige und nicht elektrifizierte Nebenbahn, die ausschließlich im Regionalverkehr bedient wird.
Seit 1937 besteht zudem eine Verbindung zum Flugplatz Leipheim, die aktuell jedoch nicht mehr in Betrieb ist. Die Strecke zweigt 500 Meter westlich des Bahnhofs vom Gleis der Mittelschwabenbahn ab, kreuzt am westlichen Ortsausgang Günzburgs die B 10 und verläuft schließlich in südwestlicher Richtung bis zum Gelände des ehemaligen Flugplatzes.

## Geschichte

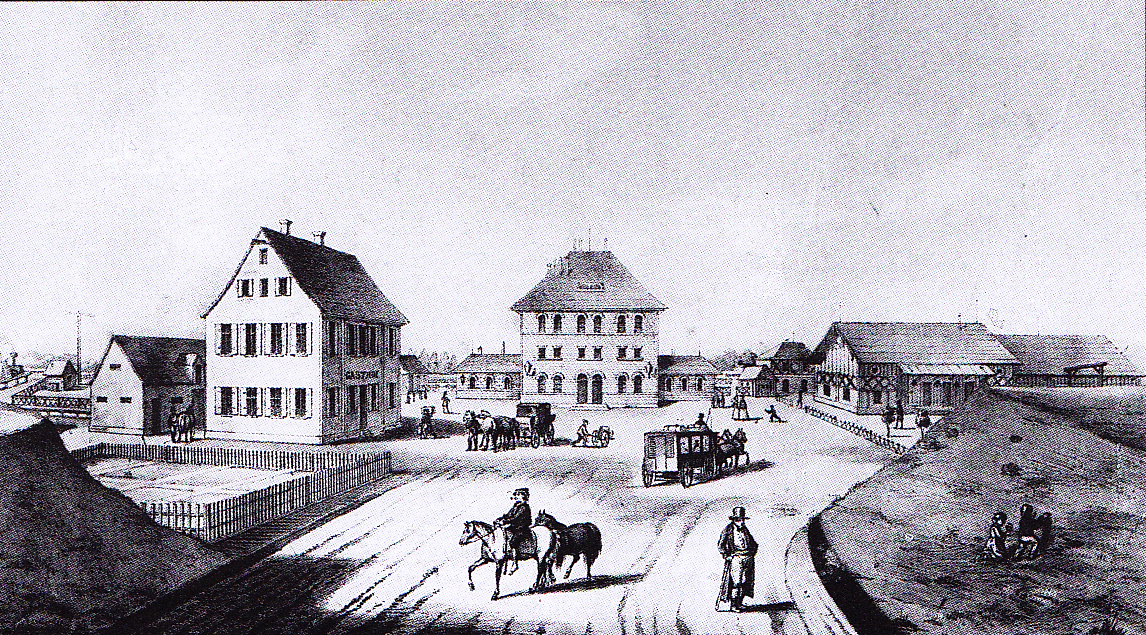
Zeichnung des Bahnhofs Günzburg um 1860

Der Bahnhof Günzburg wurde am 26. September 1853 zusammen mit dem Abschnitt Neu-Ulm–Burgau der Bayerischen Maximiliansbahn eröffnet. Am 1. Mai 1854 ging schließlich die Gesamtstrecke Ulm–München in Betrieb. 1892 wurde die in Günzburg beginnende Mittelschwabenbahn bis Krumbach (Schwaben) eröffnet, 1910 folgte die Weiterführung bis Mindelheim.
Seit 1988 halten im Bahnhof Neuoffingen keine Personenzüge mehr, so dass der Bahnhof Günzburg zusätzlich zur Umstiegsstation zwischen Maximiliansbahn und Donautalbahn wurde.
Von 2006 bis 2009 wurde der Bahnhof für 8,3 Millionen Euro modernisiert, am 27. April 2009 wurde das modernisierte Bahnhofsareal vom damaligen Bundesverkehrsminister Tiefensee eröffnet.

## Infrastruktur

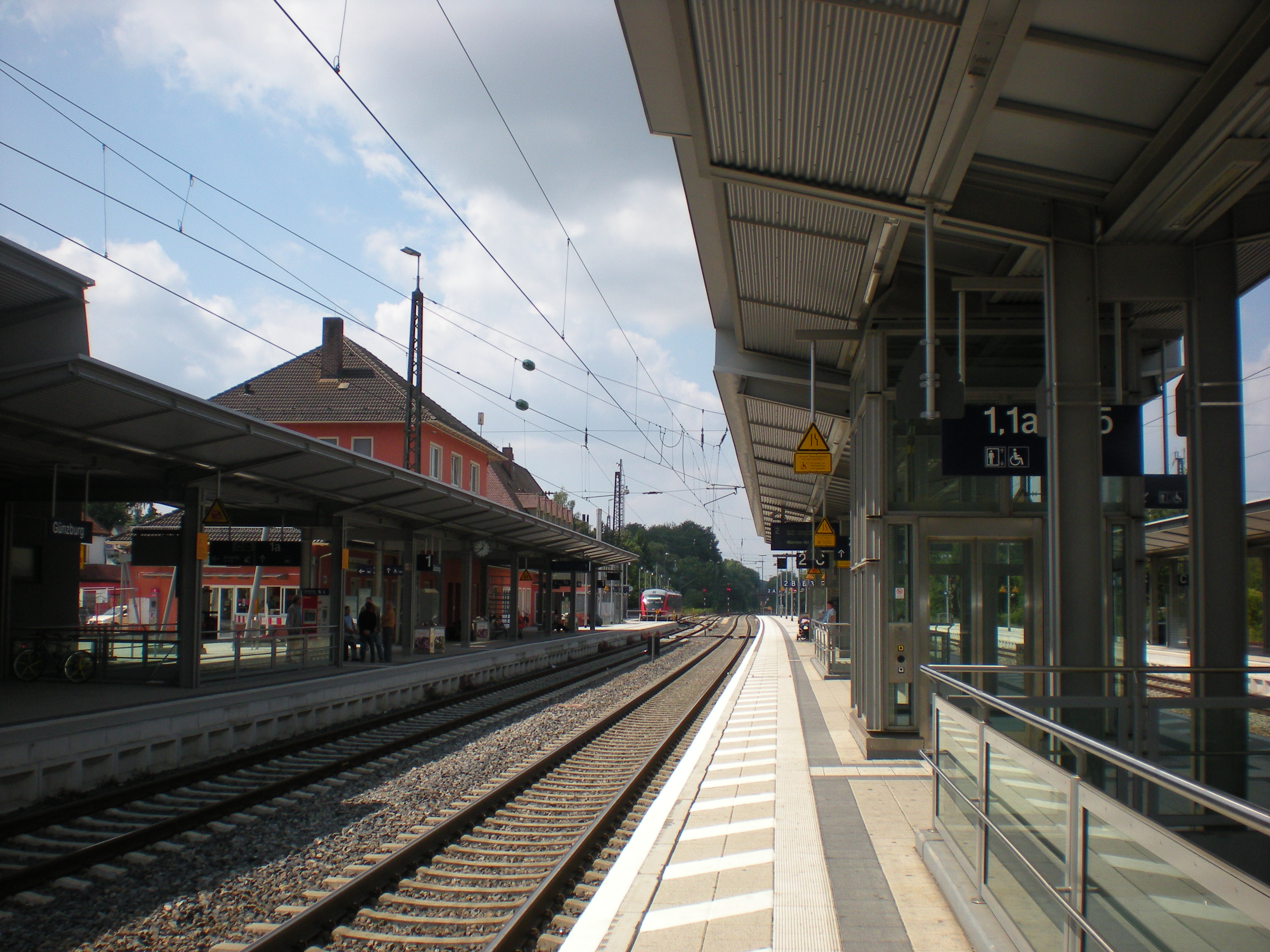
Bahnsteige des Bahnhofs Günzburg

Der Bahnhof besitzt fünf Gleise an drei Bahnsteigen. Außerdem existiert am Hausbahnsteig ein Stumpfgleis für die Züge nach Mindelheim. Alle Bahnsteige sind überdacht und verfügen über digitale Zugzielanzeiger. Die Mittelbahnsteige sind über eine Fußgängerunterführung mit dem Hausbahnsteig verbunden und behindertengerecht mit Aufzügen und Blindenleitstreifen ausgestattet.
Bahnsteigdaten:
- Gleis 1a: Länge 127 m, Bahnsteighöhe 55 cm
- Gleis 1: Länge 210 m, Bahnsteighöhe 55 cm
- Gleis 2: Länge 408 m, Bahnsteighöhe 76 cm
- Gleis 3: Länge 408 m, Bahnsteighöhe 76 cm
- Gleis 4: Länge 210 m, Bahnsteighöhe 55 cm
- Gleis 5: Länge 210 m, Bahnsteighöhe 55 cm

Der Bahnhof wird von einem im Jahr 1959 in Betrieb genommenen Relaisstellwerk der Bauform Dr S3(2) gesteuert. Das einem teilweisen Umbauverbot unterliegende Stellwerk soll durch ein elektronisches Stellwerk ersetzt werden. Der Neubau wurde im April 2018 beim Eisenbahn-Bundesamt beantragt. Der Überwachungsbereich des Stellwerks, das aus der Betriebszentrale Karlsruhe bedient werden soll, reicht von Neuoffingen (km 54,7) bis Unterfahlheim (km 69,8).

## Bedienung
Im Bahnhof Günzburg treffen folgende Kursbuchstrecken aufeinander:
- 977[5]: Ulm – Neu-Ulm – Günzburg
- 978[6]: Günzburg – Krumbach (Schwab) – Mindelheim
- 980[7]: Ulm – Günzburg – Augsburg – München
- 993[8]: Ulm – Günzburg – Donauwörth – Ingolstadt – Regensburg

### Fernverkehr
Im Schienenpersonenfernverkehr wird Günzburg im Zweistundentakt von Intercity-Express-, Intercity- und EuroCity-Zügen der Linie 62 Frankfurt (Main)–Salzburg bedient. Außerdem halten in Günzburg einzelne Intercity-Express-Züge in Tagesrandlage. Alle weiteren Intercity-Express-Züge durchfahren den Bahnhof ohne Halt. Seit Dezember 2024 halten zudem zwei Zugpaare der Westbahn in Günzburg.
| Linie        | Strecke                                                                              | Strecke                                                                                   | Taktfrequenz    |
| ------------ | ------------------------------------------------------------------------------------ | ----------------------------------------------------------------------------------------- | --------------- |
| ICE 11       | (Kiel –) Hamburg – Berlin – Leipzig – Erfurt – Frankfurt –                           | Mannheim – Stuttgart – Ulm – Günzburg – Augsburg – München                                | 2,5 Zugpaare    |
| ICE 11       | Wiesbaden – Mainz –                                                                  | Mannheim – Stuttgart – Ulm – Günzburg – Augsburg – München                                | 2,5 Zugpaare    |
| ICE 60       | (Basel – Freiburg – Karlsruhe –) Stuttgart – Ulm – Günzburg – Augsburg – München     | (Basel – Freiburg – Karlsruhe –) Stuttgart – Ulm – Günzburg – Augsburg – München          | zwei Zugpaare   |
| ICE/IC/EC 62 | Münster / Dortmund – Köln – Frankfurt Flughafen – Mannheim –                         | Stuttgart – Ulm – Günzburg – Augsburg – München – Salzburg (– Klagenfurt / Graz / Zagreb) | Zweistundentakt |
| ICE/IC/EC 62 | Saarbrücken – Mannheim –                                                             | Stuttgart – Ulm – Günzburg – Augsburg – München – Salzburg (– Klagenfurt / Graz / Zagreb) | Zweistundentakt |
| ICE/IC/EC 62 | Frankfurt – Darmstadt – Heidelberg –                                                 | Stuttgart – Ulm – Günzburg – Augsburg – München – Salzburg (– Klagenfurt / Graz / Zagreb) | Zweistundentakt |
| Westbahn     | Stuttgart – Ulm – Günzburg – Augsburg – München – Salzburg – Linz – Wien Westbahnhof | Stuttgart – Ulm – Günzburg – Augsburg – München – Salzburg – Linz – Wien Westbahnhof      | zwei Zugpaare   |

### Regionalverkehr
Im Schienenpersonennahverkehr wird Günzburg von folgenden Linien bedient:
| Zuggattung               | Strecke                                                                       | Taktfrequenz | Betreiber                   |
| ------------------------ | ----------------------------------------------------------------------------- | --- | --------------------------- |
| RE9                      | Ulm – Neu-Ulm – Günzburg – Augsburg – Mering – München                        | stündlich bis Augsburg, zweistündlich bis München, Zusatzzüge im Berufsverkehr                                                | Arverio                     |
| RB15                     | Ulm – Neu-Ulm – Günzburg – Donauwörth – Ingolstadt (– Regensburg – Plattling) | Mo–Fr stündlich bis Ingolstadt, Zusatzzüge im Berufsverkehr, wochenends stündlich bis Regensburg, zweistündlich bis Plattling | Agilis Verkehrsgesellschaft |
| RB78                     | (Ulm – Neu-Ulm –) Günzburg – Krumbach (– Mindelheim)                          | stündlich Mo–Fr, zweistündlich Sa und So                                                                                      | DB Regio AG                 |
| Stand: 11. Dezember 2022 |                                                                               | |                             |